# 小行星4404
小行星4404（4404 Enirac）是一颗绕太阳运转的小行星，为主小行星带小行星。该小行星于1987年4月2日发现。

## 轨道参数
小行星4404的轨道半长轴为2.6453091 UA，离心率为0.315。